# Cabildo de Tenerife

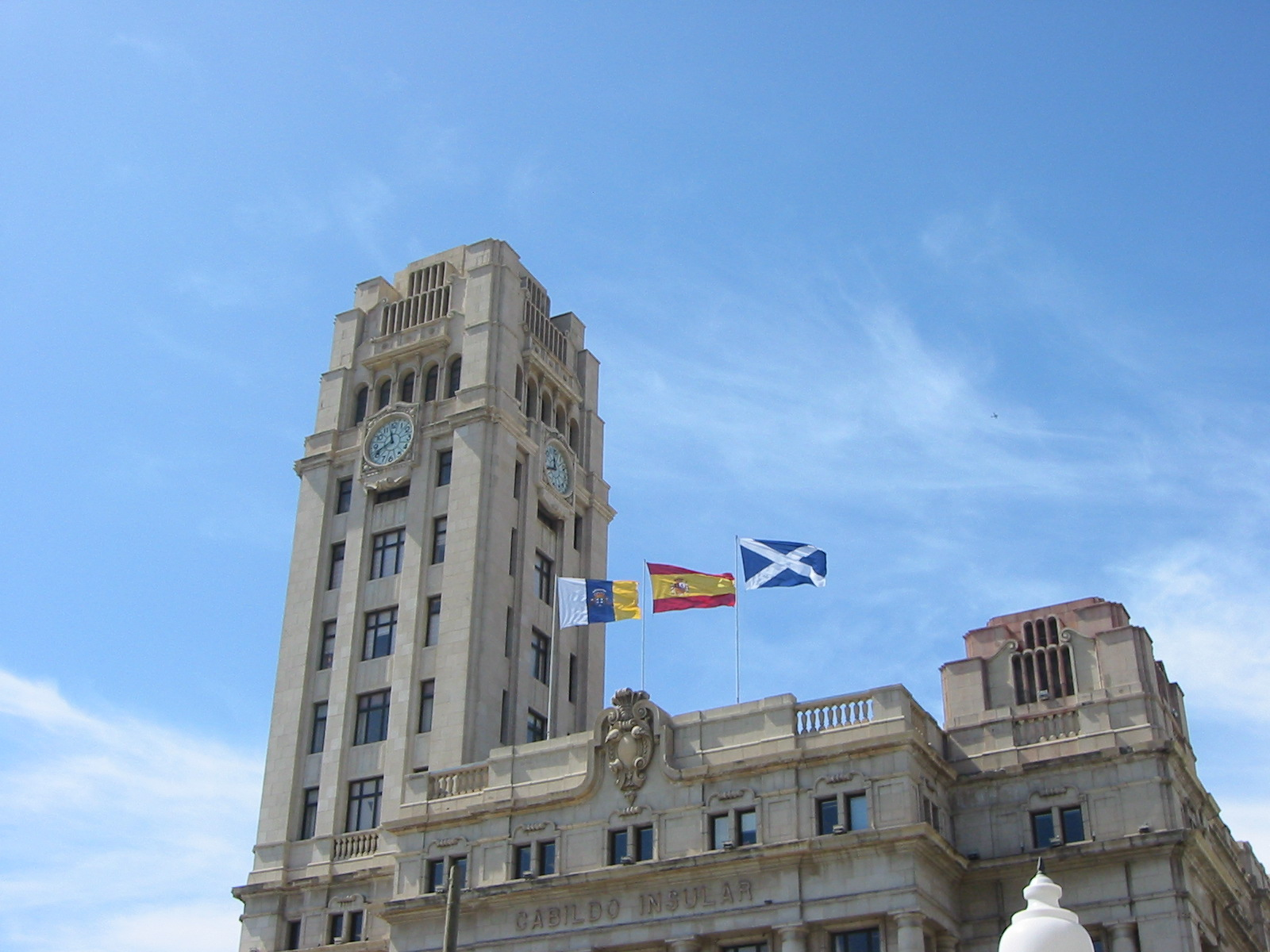
Edifici del Cabildo, el Palau Insular de Tenerife.

Cabildo de Tenerife és l'òrgan de govern de l'illa de Tenerife (Canàries). Es va constituir el 16 de març de 1913 a Santa Cruz de Tenerife, en una sessió celebrada en l'Ajuntament de la ciutat, quedant alhora escollida la primera corporació. El Cabildo de Tenerife, igual que els altres cabildos de Canàries posseïx una sèrie de competències pròpies recollides a l'Estatut d'Autonomia de Canàries així com una sèrie de competències delegades dels altres òrgans d'administració territorial. El seu president és Ricardo Melchior Navarro (Coalició Canària).

## Seus
La primera seu del Cabildo de Tenerife van ser els mateixos salons de l'Ajuntament de Santa Cruz de Tenerife. En el mateix any de la seva constitució, es va decidir traslladar la seu a un edifici situat en la confluència de l'Avinguda 25 de juliol i el carrer Numancia de la capital tinerfenya. Un trasllat posterior va dur les dependències del Cabildo al Carrer Alfonso XII (actualment Carrer Castillo), on va romandre fins a 1928. En 1940 van concloure les obres de l'actual "Palacio Insular" en la Plaça d'Espanya de Santa Cruz de Tenerife. L'edifici destaca pel seu gran torre coronada per un rellotge encarregat en 1950, sonant cada hora el tajaraste, ball tradicional de Tenerife.

## Organització interna
El Cabildo es compon dels següents òrgans: 
- Presidència
- Ple
- Consell de Govern
- Comissions Informatives
- Junta de Portaveus

Les competències del Cabildo de Tenerife estan regulades per La Llei 14/1990, de 26 de juliol, de Règim Jurídic de les Administracions Públiques de Canàries.

## Llista de Presidents
Fins al 1979 els presidents han estat
- Eduardo Domínguez Alfonso: 16 de març de 1913 - 1 de gener de 1916
- Antonio José Melo y Novo: 1 de gener de 1916 - 3 de gener de 1918
- Eladio Alfonso y González: 3 de gener de 1918 - 3 d'abril de 1920
- Domingo Salazar y Cólogan: 3 d'abril de 1920 - 29 de gener de 1924
- Estanislao Brotons y Poveda: 29 de gener de 1924 - 1 de desembre de 1927
- Francisco La-Roche Aguilar: 1 de desembre de 1927 - 9 d'abril de 1930
- Ignacio Llarena Monteverde: 9 d'abril de 1930 - 12 de maig de 1930
- Américo López Méndez: 12 de maig de 1930 - 27 d'abril de 1931
- Maximino Acea Perdomo: 27 d'abril de 1931 - 9 de gener de 1936
- José Peña Hernández: 9 de gener de 1936 - 2 de març de 1936
- Fernando Arozena Quintero: 2 de març de 1936 - 23 de juliol de 1936
- Joaquín García Pallasar: 23 de juliol de 1936 - 3 de setembre de 1936
- Anatolio de Fuentes García: 3 de setembre de 1936 - 5 de novembre de 1936
- Casiano García Feo: 5 de novembre de 1936 - 23 de novembre de 1936
- José Maldonado Dugour: 23 de novembre de 1936 - 16 de novembre de 1937
- Américo López Méndez: 16 de novembre de 1937 - 25 de maig de 1939 (2a vegada)
- Francisco La-Roche Aguilar: 25 de maig de 1939 - 3 d'abril de 1943 (2a vegada)
- Fernando Beautell Meléndez: 24 d'abril de 1943 - 28 de novembre de 1943
- Antonio Lecuona Hardisson: 28 de novembre de 1943 - 24 de setembre de 1955
- Heliodoro Rodríguez González: 24 de setembre de 1955 - 27 de novembre de 1958
- Juan Ravina Méndez: 27 de novembre de 1958 - 15 de novembre de 1962
- Isidoro Luz Carpenter: 15 de novembre de 1962 - 30 de juliol de 1964
- José Miguel Galván Bello: 30 de juliol de 1964 - 31 de març de 1971
- Andrés Miranda Hernández: 1 d'abril de 1971 - 8 de gener de 1974
- Rafael Clavijo García: 2 de febrer de 1974 - 20 d'abril de 1979

Des del 1979 els presidents han estat
| Nom                               | Inici               | Fi                  | Partit |
| --------------------------------- | ------------------- | ------------------- | ------ |
| José Miguel Galván Bello (2n cop) | 20 d'abril de 1979  | 24 de maig de 1983  | AIC-CC |
| José Segura Clavell               | 24 de maig de 1983  | 30 de juny de 1987  | PSOE   |
| Adán Martín Menis                 | 30 de juny de 1987  | 9 de juliol de 1999 | CC     |
| Ricardo Melchior Navarro          | 9 de juliol de 1999 | Actualitat          | CC     |